# Hornachuelos
Hornachuelos is een gemeente in de Spaanse provincie Córdoba in de regio Andalusië met een oppervlakte van 909 km². In 2007 telde Hornachuelos 4669 inwoners.

## Demografische ontwikkeling
Bron: INE, 1857-2011: volkstellingen
Opm.: In 1857 werd het dorp San Calisto van de gemeente Fuente Palmera aangehecht